# Störnstein
Störnstein település Németországban, azon belül Bajorországban. Lakosainak száma 1550 fő (2023. december 31.).

## Népesség
A település népessége az elmúlt években az alábbi módon változott:
| Lakosok száma | 281  | 462  | 1056 | 1181 | 1434 | 1464 | 1488 | 1499 | 1516 | 1550 |
|               | 1875 | 1950 | 1975 | 1987 | 2012 | 2014 | 2016 | 2017 | 2021 | 2023 |